# Garth (DC Comics)
Garth, conosciuto anche con i nomi di Aqualad e Tempest (in alcune traduzioni italiane anche "Tempesta"), è un personaggio dei fumetti creato da Robert Bernstein e Ramona Fradon nel 1960, pubblicato dalla DC Comics.
È noto soprattutto per essere stato la spalla di Aquaman con il nome di Aqualad dalla Silver Age fino agli anni novanta, quando diventato adulto cambiò nome in Tempest.
È stato anche uno dei fondatori dei Giovani Titani.

## Biografia del personaggio
Le origini di Garth sono simili a quelle del suo mentore Aquaman; come Orin infatti anch'egli fu abbandonato quand'era in fasce a causa di una superstizione atlantidea, che nel suo caso era legata ai suoi occhi color porpora.
Garth era originariamente il principe erede al trono di una colonia di Atlantide chiamata Shayeris, ma venne trovato e adottato da Aquaman, che lo prese sotto la sua custodia e ne fece il suo sidekick, Aqualad.
Insieme i due hanno condiviso tante avventure, ma una volta che Aquaman sposò la principessa Mera ed ebbe il suo primo figlio, Arthur Jr., il suo vagare con Aqualad divenne meno importante per lui, lasciando a Garth delle insicurezze sul suo ruolo nella vita del suo mentore. Cercando di essere di aiuto ad altri ragazzi in difficoltà, Garth è diventato uno dei membri fondatori dei Teen Titans, assieme ad altri giovani eroi teen ager come Robin, Kid Flash, Speedy e Wonder Girl.
Durante la sua adolescenza Garth conobbe l'impetuosa Tula, chiamata anche Aquagirl: i due s'innamorarono profondamente l'uno dell'altra, fino a quando la ragazza venne uccisa dalle emanazione tossiche di Chemo durante Crisi sulle Terre infinite.
Qualche tempo dopo, andando alla ricerca delle sue origini, Garth venne trasportato in un'altra dimensione, dove incontrò il mago Atlan (padre biologico di Aquaman) che ha risvegliato in lui alcuni poteri magici latenti, come ad esempio il controllo delle maree, poter variare la temperatura dell'acqua e dei potenti raggi ottici. Verso la fine della sua formazione, Garth è stato segnato in un rituale, che gli lasciò due cicatrici evidenti sul suo occhio destro che divennero due "tatuaggi" una volta che ebbe conquistato il suo ancestrale potere magico.
Garth cambiò il suo nome di battaglia in Tempest, e tornò al suo tempo. Il suo rapporto con Aquaman divenne sempre più tumultuoso, specie dopo che scoprì che Arthur concepì anni addietro un altro figlio con una donna inuit: tale figlio, Koryak, ha provato un forte risentimento verso Garth, tanto che i due divennero acerrimi rivali. I rapporti tra Tempest e il suo mentore peggiorarono quando l'amante di Arthur, Dolphin, lo lasciò in favore di Garth, ma col tempo i due risolsero le loro divergenze, tanto che Arthur fece da padrino al primogenito di Garth, Cerdian.
Le sue responsabilità di marito e padre iniziarono a contrastare con i suoi compiti di supereroe e, messo davanti alla scelta da Dolphin, Garth lasciò a malincuore i Teen Titans, che avevo contribuito a riformarsi.
Garth e la sua famiglia vennero messi agli arresti dopo l'Era di Ossidiana", in quanto amici del re deposto, erano sospettati di essere dei traditori. Tempest riuscì a fuggire e a ricongiungersi con Arthur, ma a costo di dover lasciare indietro la sua famiglia.
Quando finalmente Aquaman tornò ad Atlantide, Tempest è tornato a casa sua e si è riconciliato con la moglie e il figlio, ma solo brevemente: mentre Tempest stava cercando di incanalare la magia di tutti gli di stregoni di Atlantide (per annullare una magia precedente), lo Spettro ha avvertito il forte potere magico ora posseduto da Tempest e, per la sua crociata contro la magia e maghi, ha scatenato la sua forza su Atlantide. Gli abitanti della città sottomarina hanno pagato il pedaggio, e Tempest, l'obiettivo della collera dello Spettro, è scomparso. Quando Aquaman lo ha cercato, è stato solo in grado di trovare una parte della sua uniforme nel luogo della sua presunta morte.
Venne ritrovato, in stato di amnesia, dagli abitanti di Sub Diego: mentre recuperava a poco a poco i suoi ricordi, Garth scoprì che i suoi poteri mistici era spariti, ed non aveva alcuna notizia di sua moglie e suo figlio, presumibilmente morti durante la distruzione di Atlantide da parte dello Spettro.
In attesa del ritorno di Mera con i sopravvissuti di Atlantide, Garth si è autonominato nuovo re di Atlantide.

### Resurrezione come Lanterna Nera
Mentre si trovava sulla tomba di Aquaman con Mera, improvvisamente i due vennero attaccati da Arthur stesso, accompagnato da due defunte amanti di Garth: Tula e Dolphin. I tre, divenuti ora membri del Corpo delle Lanterne Nere uccisero Garth, che a sua volta venne resuscitato come Lanterna Nera.

## Poteri e abilità
Tempest possiede una forza sovrumana, che gli permette di sollevare circa 8 tonnellate in terraferma, e può nuotare a velocità elevate. È anche in grado di vivere anche fuori dall'acqua, sebbene debba continuare ad idratarsi per rimanere in forze.
Tempest ha inoltre poteri magici, è in grado di proiettare potenti raggi ottici col suo sguardo; egli può manipolare le correnti d'acqua e può far bollire o congelare una vasta gamma di corpi idrici. Le sue competenze includono anche il rilevamento di energie magiche, limitata telepatia, viaggi dimensionali, limitata telecinesi, e la proiezione astrale.

## Altri media
Garth è apparso nelle seguenti serie:
- The Superman/Aquaman Hour of Adventure (1967-1968, doppiato da Jerry Dexter);
- Aquaman (1968-1970, doppiato da Jerry Dexter);
- Teen Titans (2003-2006, doppiato da Wil Wheaton);
- Titans (2018-in corso, interpretato da Drew Van Acker).
- Young Justice

Appare anche nel videogioco del 2003 Aquaman: Battle for Atlantis.